# Lotario
Lotario (HWV 26) ist eine Oper (Dramma per musica) in drei Akten von Georg Friedrich Händel.
Sie ist die erste Oper für die neugegründete sogenannte zweite Opernakademie, die „Second“ oder „New Academy“.

## Libretto

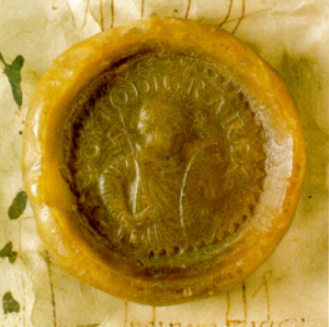
Das Königssiegel Ottos I., das von 936 bis 961 in Gebrauch war, zeigt den König mit Lanze und Schild

Das Libretto, welches eine Bearbeitung der Adelaide von Antonio Salvi ist, die 1722 als Hochzeitsoper für Karl Albrecht von Bayern und Maria Amalia in München aufgeführt worden war, basiert auf einer Episode aus dem Leben des deutschen Kaisers Otto I., mithin auf historischen Fakten. Da Händel bereits eine Oper mit dem Titel Ottone komponiert hatte, die von der Heirat Kaiser Ottos II. handelt, des Sohnes aus der Verbindung Adelheids mit Otto I., musste für das neue Werk ein anderer Name gefunden werden. So verfiel man auf die Idee, Ottone kurzerhand in Lotario umzubenennen. In Händels Autograph ist die Partie des Lotario anfangs stets mit dem Namen „Ottone“ versehen; erst in der 12. Szene des zweiten Aktes erscheint zum ersten Mal der Name „Lotario“. Adelaides Retter erhielt also just den Namen ihres ersten Mannes Lothar von Italien, den wir uns eigentlich als kurz vor dem Einsetzen der Handlung verstorben vorstellen müssen – eine Konfusion, die zumindest den historisch gebildeten Teil des Publikums in einige Verwirrung gebracht haben dürfte.
Händels von Giacomo Rossi bearbeiteter Text basiert auf der venezianischen Version der Salvischen Dichtung von 1729. Burneys Behauptung, der Text Rossis beruhe auf Berengario, Re d’Italia von Matteo Noris, trifft nicht zu. Händel selbst hatte vermutlich Salvis Original bei seinem zweiten Italienaufenthalt im Frühjahr 1729 in Venedig kennengelernt, als das Werk dort in der Vertonung Orlandinis auf dem Spielplan des Teatro San Cassiano stand. Rossi hielt sich bei seiner Bearbeitung relativ eng an Salvi; er übernahm eine ganze Reihe von Arientexten unverändert in seine Fassung, darunter auch die von Burney gerühmte Arie Scherza in mar la navicella (Nr. 12). Jedoch kürzte er so stark (er strich 1000 Rezitativzeilen, sodass gut 560 Zeilen verblieben), dass manches Ereignis anscheinend ohne rechte Motivation – gelegentlich auch ohne jegliche Motivation – erscheint.
Knapp drei Wochen nach Beendigung der Komposition („Fine dell’ Opera | G.F. Handel. Novembr 16. 1729.“) wurde die Oper am 2. Dezember 1729 im King’s Theatre am Haymarket uraufgeführt.
Besetzung der Uraufführung:
- Adelaide – Anna Maria Strada del Pó (Sopran)
- Lotario – Antonio Maria Bernacchi (Altkastrat)
- Berengario – Annibale Pio Fabri, genannt „Balino“ (Tenor)
- Matilde – Antonia Margherita Merighi (Alt)
- Idelberto – Francesca Bertolli (Alt)
- Clodomiro – Johann Gottfried Riemschneider (Bass)

Die Oper Lotario ist ein Sonderfall der Händel-Rezeption. Das Werk verschwand nach zehn Vorstellungen von der Bühne. Als 1732 und 1737 am Hamburger Gänsemarkt-Theater die Pasticcio-Oper Judith, Gemahlin Kaiser Ludewigs des Frommen oder Die siegende Unschuld aufgeführt wurde, nahm Georg Philipp Telemann als Bearbeiter des Werkes drei Arien aus Händels Lotario in seine Partitur auf. Auch das Pasticcio Oreste (London 1734) enthielt eine Arie (Nr. 26) aus Lotario. Dieser Misserfolg erscheint umso merkwürdiger, als dieses Werk für Händel mit besonders hochfliegenden Ambitionen verknüpft war: Lotario war dazu bestimmt, sein erstes, 1728 gescheitertes Opernunternehmen wiederaufleben zu lassen. Damit verband sich die Hoffnung, die italienische Oper endgültig in England zu etablieren. Lotario knüpft direkt beim großen, heroischen Stil an, der schon Händels Werke für die erste Akademie ausgezeichnet hatte – jenem Stil also, mit dem sich das Londoner Publikum schon zuvor nicht dauerhaft hatte anfreunden mögen.
Nach diesem anfänglichen Misserfolg kam es erst am 3. September 1975 im Kenton Theatre in Henley on Thames zu einer wiederum zunächst folgenlosen Neuproduktion in englischer Sprache (Textfassung: Alan Kitching) mit den Raglan Players unter Leitung von Nicholas Kraemer.
Seit 1999 gab es ein paar Produktionen, u. a. die erste vollständige Aufführung in Originalsprache und historischer Aufführungspraxis am 12. November 2005 im Teatro Arriaga in Bilbao, mit Il complesso barocco unter Leitung von Alan Curtis.

## Handlung

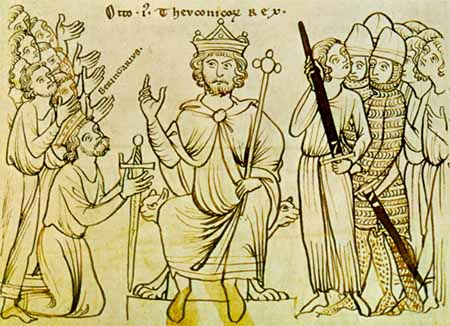
Ottos Sieg über Berengar II. Illustration einer Handschrift der Weltchronik Ottos von Freising, um 1200 (Mailand, Biblioteca Ambrosiana, Ms. f. 129sup). Otto I. („Theotonicorum rex“) empfängt als Zeichen der Unterwerfung ein Schwert vom links knienden König, der mit „Beringarius“ bezeichnet wird. Der Gefolgsmann Ottos rechts trägt ein Schwert mit der Spitze nach oben als Zeichen der Richtgewalt.

### Historischer und literarischer Hintergrund
Die abenteuerliche Geschichte der Adelheid von Burgund, die erst Königin von Italien und später Kaiserin des römisch-deutschen Reiches wurde, ist durch das Epitaphium Adelheidis Imperatricis von Odilo von Cluny (962–1049) überliefert. Es berichtet ausführlich von den Versuchen Berengars II. von Ivrea und seiner Gemahlin Willa von Tuscien, die junge Witwe König Lothars II. mit ihrem Sohn Adelbert zu verheiraten und sich so die Herrschaft über Italien zu sichern – wie sie Adelheid gefangen setzten, wie ihr die Flucht gelang, wie sie den deutschen König Otto I. zu Hilfe rief und ihn nach ihrer Befreiung heiratete. Willa von Tuscien firmiert im Libretto unter dem Namen Matilda und ist identisch mit Gismonda aus Ottone. Auch die charakterlich so verschiedenen Rollen des Idelberto in Lotario und Adelberto im Ottone repräsentieren ein und dieselbe historische Person.

### Erster Akt
Berengario eröffnet mit einer Arie über den Ehrgeiz und die Wut, die ihn antreibt. Er hat bereits Idelberto losgeschickt, um die Stadtmauern Pavias zu erstürmen, als er vom nahenden Heer des deutschen Königs Lotario erfährt. Adelaide, „von allen Prinzessinnen ihrer Zeit die schönste und tugendhafteste“, trifft Lotario, der ihr ohne Umschweife seine Identität, den Wunsch, sie zu retten, und seine Liebe offenbart. Sie drängt ihn, gegen Berengario und Matilde in den Krieg zu ziehen, und versichert, seine Tapferkeit werde ihm zweifelsohne den Sieg einbringen. Lotario warnt sie, dass sie bei seiner Rückkehr seinen Sieg mit ihrer Liebe belohnen müsse: Rammentati, cor mio (Nr. 6).
Clodomiro, der Handlanger Berengarios, erscheint und bedroht Adelaide, indem er ihr eine dieser operntypisch entzückenden Wahlmöglichkeiten anbietet: O del figlio l’amore, o del padre il rigore – entweder die Liebe des Sohnes oder die Bestrafung durch den Vater. Unter Zuhilfenahme einer maritimen Metapher drängt er sie, sich mit ihrem Schicksal abzufinden und die richtige Wahl zu treffen: Se il mar promette calma (Nr. 7). Er zieht sich alsdann zurück, und Adelaide bleibt allein mit Lotario, dem sie verspricht, seinem Mut ihren eigenen hinzuzufügen: Quel cor che mi donasti (Nr. 8).
Ein Szenenwechsel führt uns zum Lager Berengarios, dem es in der Zwischenzeit irgendwie gelungen ist, Adelaide gefangen zu nehmen. Er gibt sie in die Obhut Matildes, die Adelaide von ihrer bevorstehenden Gefangenschaft ein Bild des Schreckens ausmalt. Adelaide ist jedoch kein Zimperlieschen: Sie faucht Matilde trotzig an und schwört, dass ihre Beständigkeit unerschütterlich sei: Scherza in mar la navicella (Nr. 12).

### Zweiter Akt
Berengario verliert die Schlacht gegen Lotario und wird gefangen genommen. Berengario klagt darüber, dass er jetzt Lotarios Gefangener ist, während Lotario beklagt, ein Gefangener der Liebe zu sein. Adelaide, ebenfalls Gefangene, weiß von Lotarios Sieg nichts und fleht die Schicksalsmächte inbrünstig an, ihr wohlgesinnt zu sein.
Clodomiro tritt auf und bietet Adelaide eine andere Wahl: Er besteht darauf, dass sie zwischen einem Giftkelch und einem Dolch – oder der Krone und dem Zepter wähle. Matilde kehrt zurück und steuert ihre eigenen Bedrohungen bei, aber Idelberto setzt dem mit der Beteuerung ein Ende, er werde sich umbringen, falls sie der Frau, die er liebt, Schaden zufüge. Matilde geht jedoch nicht im Geringsten darauf ein: Sie verspricht ihrem Sohn Schmerzen und Adelaide Bestrafung: Arma lo sguardo (Nr. 18).
Idelberto ist eigentlich ein netter Kerl und liebt Adelaide aufrichtig. So irritiert ihn durchaus die ruppige Behandlung, die seine Eltern ihr angedeihen lassen; und diese „Dolch und Gift oder Krone und Zepter“-Geschichte gefällt ihm überhaupt nicht! Er erklärt Adelaide, dass er sie lieben werde, ob sie seine Liebe nun erwidere oder nicht. Daraufhin verspricht sie ihm Stima, ossequio e rispetto – „Achtung, Ehrfurcht und Respekt“ –, verzichtet allerdings darauf, „amore“ („Liebe“) zu erwähnen. In seiner Arie Bella, non mi negar (Nr. 19) akzeptiert Idelberto ihre Bedingungen und beteuert, es reiche ihm aus, sie lieben zu dürfen. Adelaide wiederum lobt seine Tugendhaftigkeit: D’una torbida sorgente (Nr. 21); sie fühlt sich jedoch dadurch keineswegs veranlasst, ihn zu heiraten.

### Dritter Akt
Berengario und Matilde beschließen, noch immer in Gefangenschaft befindlich, weitere Verluste zu vermeiden, und bitten Adelaide darum, Lotario zu veranlassen, sie zum König und zur Königin Italiens zu machen. Adelaide lehnt ihr Gesuch ab mit den Worten Non sempre invendicata – „nicht immer werde ich ungerächt bleiben“.
Allmählich spürt Berengario Gewissensbisse ob ihrer Grausamkeit, aber die aus härterem Holz geschnitzte Matilde, die durchgehend erfrischend herzlos bleibt, weicht nicht von ihrem perfiden Plan ab. Die zwei Armeen stürzen sich in die Schlacht, aber als Lotario merkt, dass Adelaide in Gefahr ist, ruft er die Waffenruhe aus. Idelberto erklärt sich nun bereit, anstatt seines Vaters zu sterben. Aber Berengario will das nicht zulassen, mit dem Ergebnis, dass der Waffenkampf erneut losgeht.
Clodomiro, dem allmählich schwant, dass er womöglich aufs falsche Pferd gesetzt hat, vergleicht den Sturz eines Tyrannen mit der Zerstörung eines Baumes durch Blitzeinschlag: Alza il Ciel (Nr. 30).
Idelberto begegnet seiner Mutter, die mit dem Schwert in der Hand in den Kampf zieht. Sein Versuch, sie davon abzubringen, wird durch das Erscheinen Clodomiros abgeschmettert, der kundtut, alles sei verloren. Matilde beschließt, dass die Zeit immerhin reiche, Adelaide schnell noch zu töten, worauf sich Idelberto bereit erklärt, sein Leben für ihres zu opfern. Plötzlich wird Matilde gefangen genommen und versucht, sich das Leben zu nehmen. Idelberto, der auf diese Wendung wohl nicht gefasst war, verpasst ausnahmsweise einmal eine Gelegenheit für ein Angebot, an jemandes statt sein Leben zu opfern.
Schließlich geben sich Matilde und Berengario geschlagen. Ihnen wird verziehen, Idelberto darf ihren Thron besteigen, und Adelaide und Lotario können ihre Liebe besingen in Sì, bel sembiante (Nr. 35).

## Musik
Lotario, die derzeit wohl am wenigsten bekannte Oper Händels, liefert jede Menge Beweise für das starke dramatische Gespür des Komponisten und für sein raffiniertes Verständnis der menschlichen Psyche. So erscheint auf den ersten Blick die glanzvolle Schlussarie des ersten Aktes als bloßes Paradestück für eine großartige Sängerin. Aber sie trägt darüber hinaus zur Charakterisierung der Heldin bei: Die willensstarke Adelaide ist völlig verzweifelt, sie ist am Rande der Hysterie, nichtsdestotrotz besitzt sie genug Selbstbeherrschung und innere Stärke, um ihres Sieges sicher zu sein. Sogar eine farblose, „alltägliche“ Arie wie Idelbertos Bella, non mi negar (Nr. 19) in der Mitte des ersten Akts kann uns überzeugen, dass die „erfolglose“ Freude der absteigenden Triolen und der zögerliche Anfang (die Wiederholung der zaghaften ersten Phrase, ganz sanft und ohne Unterstützung durch den Generalbass, Triller in allen drei Oberstimmen, sogar in den Bratschen; ein buchstäblich zitternder Akkord am Schluss) ausgezeichnete Mittel sind, mit denen Händel die Gefühle des naiven, jungen Idelberto und seine aussichtslose, unerwiderte Liebe zu Adelaide darstellt.
Man staunt zunächst darüber, dass der durch und durch bösen Matilde mit ihrem verbissenen Ehrgeiz eine so angenehme, geradezu fröhliche erste Arie zugeteilt wird. Erst, wenn wir den ganzen Zusammenhang verstehen, begreifen wir, dass Vanne a colei (Nr. 3) mehr ist als nur eine heitere Arie: Hier zeigt Händel eindringlich die verächtlich-ironische Heuchelei dieser abscheulichen Mutter, die wahrscheinlich jede Frau, die ihr Sohn liebt, hassen würde. Sie täuscht vor, aus ihrem Machtstreben heraus Idelberto bei seinem Werben um Adelaide zu unterstützen, aber im Stillen weiß sie, dass er wohl scheitern wird, dass sie seine Pläne vereiteln und ihn ins Unglück stürzen wird. Und dies – so viel legt die Arie nahe – macht ihr enormen Spaß.
Darüber hinaus trägt Händels instinktive, bisweilen naive, wortmalerische Vertonung des Textes sehr viel zur dramatischen Spannung sowie zur Charakterisierung bei. So beginnt die Arie Lotarios am Ende des zweiten Akts Non disperi peregrino (Nr. 24) – im bewussten Kontrast zum Ende des ersten Akts – ganz sanft allein mit den ersten Violinen. Auch beim Eintritt der Vokalstimme fehlen weiterhin die Bassinstrumente: Diese erscheinen mit dunklen Tönen erst bei den Worten notte oscura. Die Basslinie unterstreicht nicht nur diese Worte: Ihr Fehlen am Anfang der Arie hilft darüber hinaus, den ungewissen, aber entschlossenen Weg eines niedergeschlagenen, jedoch treuen Pilgers, nämlich Lotarios, zu zeichnen, der zwar an seine Mission glaubt, sich aber des Ausgangs nicht gewiss ist. Den geneigten und aufmerksamen Zuhörer erwarten in dieser Partitur viele solcher Beispiele.
Angesichts dessen bleibt der vollständige und im Grunde bis heute anhaltende Misserfolg des Lotario mysteriös: Die zahlreichen „Arie di paragone“ (Gleichnisarien) des Librettos nutzte Händel nämlich, um seinen Sängern Gelegenheit zur glanzvollen Demonstration ihrer virtuosen Fähigkeiten zu geben. Mit der Figur der Matilde wiederum gelang Händel eines seiner eindringlichsten Charakterporträts. Man muss es also wohl dem in diesem Fall besonders ungnädigen historischen Zufall zuschreiben, dass die Rehabilitierung dieses bedeutenden Werks lange auf sich warten ließ. Am 19. Mai 2017 gab es dann eine viel beachtete Aufführung des gesamten Werkes auf den Göttinger Händel-Festspielen unter der Leitung von Laurence Cummings.

## Struktur der Oper
Ouverture. – (Gavotta). (2 Ob, Fg, Str, BC)

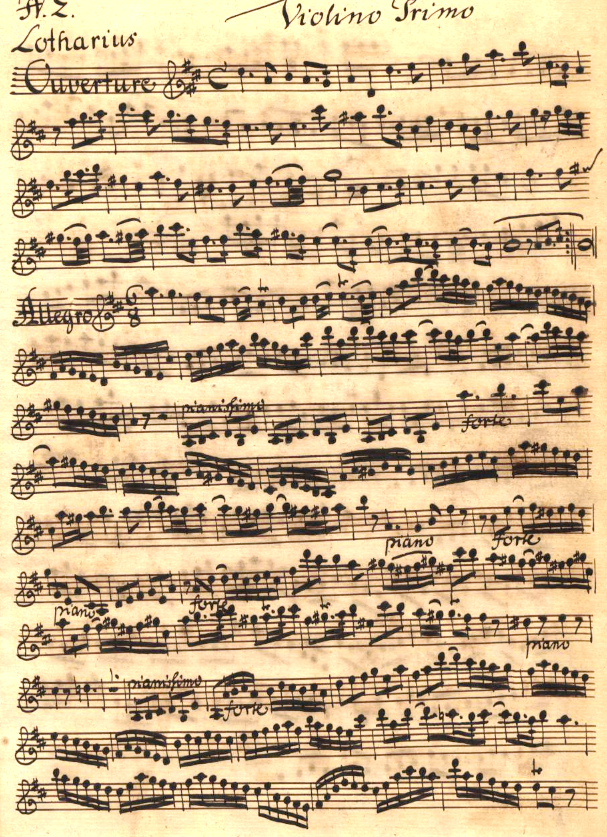
Beginn der Ouverture (Violinstimme), Abschrift von Johann Gottfried Grundig, Dresden, nach 1730, Sächsische Landesbibliothek, D-Dl: Mus.2410-F-65

### Erster Akt
| Scena I    | 1. Arioso. Berengario (2 Vl, BC) Grave è’l fasto di regnar                      |
|            | Recitativo. Idelberto, Berengario Signor, vuole il mio fato                     |
| Scena II   | Recitativo. Clodomiro, Berengario, Idelberto Alto Signor, dall’Alpi             |
| Scena III  | Recitativo. Matilde, Berengario, Idelberto Sposo! Regina!                       |
|            | 2. Aria. Berengario (Str, BC) Non pensi quell’altera                            |
| Scena IV   | Recitativo. Idelberto, Matilde Madre, e Reina!                                  |
|            | 3. Aria. Matilde (2 Ob, Str, BC) Vanne a colei che adori                        |
|            | Recitativo. Idelberto Fin ch'io non chiuda                                      |
|            | 4. Aria. Idelberto (2 Vl, 2 Vla, BC) Per salvarti, idolo mio                    |
| Scena V    | 5. Recitativo accompagnato. Adelaide (Str, BC) Soglie, degliavi miei            |
| Scena VI   | Recitativo. Lotario, Adelaide Attenta ogno mio cenno osservi                    |
|            | 6. Aria. Lotario (2 Ob, Str, BC) Rammentati, cor mio                            |
|            | Recitativo. Adelaide Or venga il messagiero                                     |
| Scena VII  | Recitativo. Clodomiro, Adelaide Regina, anche fra l'armi                        |
|            | 7. Aria. Clodomiro (Str, BC) Se il mar promette calma                           |
| Scena VIII | Recitativo. Adelaide, Lotario Nel Ciel sì speri, e poi                          |
|            | 8. Aria. Adelaide (Ob, 2 Vl, BC) Quel cor che mi donasti                        |
|            | Recitativo. Lotario O del mio caro ben                                          |
|            | 9. Aria. Lotario (2 Ob, 2 Vl, BC) Già mi sembra al caro avvinto                 |
|            | 10. Coro. (2 Ob, 2 Fg, 2 Hr, Str, BC) Viva e regni fortunato                    |
| Scena IX   | Recitativo. Adelaide, Berengario, Clodomiro, Matilde, Idelberto Popoli generosi |
|            | 11. Aria. Matilde (2 Vl, BC) Orgogliosetto va’ l’augelletto                     |
|            | Recitativo. Adelaide Quanto più fien tenacci                                    |
|            | 12. Aria. Adelaide (2 Ob, Fg, Str, BC) Scherza in mar la navicella              |

### Zweiter Akt
| Scena I    | 13. Sinfonia e Recitativo accompagnato. Berengario (2 Ob, Trp, Str, BC) Son vinto, o Ciel, son vinto! |
| Scena II   | Recitativo. Lotario, Berengario Sei priggioniero! Stelle!                                             |
|            | 14. Aria. Berengario (2 Ob, Str, BC) Regno e grandezza, vassalli e trono                              |
| Scena III  | Recitativo. Lotario Se del fiero tiranno trionfo                                                      |
|            | 15. Aria. Lotario (2 Vl, BC) Tiranna, ma bella, m’uccide, e m’alletta                                 |
| Scena IV   | 16. Aria. Adelaide (2 Vl, BC) Menti eterne che reggete                                                |
| Scena V    | Recitativo. Clodomiro, Adelaide Con due doni, Adelaide                                                |
|            | 17. Aria. Clodomiro (2 Ob, Str, BC) Non t’inganni la speranza                                         |
| Scena VI   | Recitativo. Adelaide, Matilde Adelaide che pensi?                                                     |
| Scena VII  | Recitativo. Matilde, Idelberto, Adelaide Hai tanto ardir? ne ti sovvien                               |
| Scena VIII | Recitativo. Clodomiro, Idelberto, Matilde, Adelaide Reina, in fausti avvisi                           |
|            | 18. Aria. Matilde (2 Vl, BC) Arma lo sguardo d’un dolce dardo                                         |
| Scena IX   | Recitativo. Adelaide, Idelberto Di miglio genitor                                                     |
|            | 19. Aria. Idelberto (2 Ob, Str, BC) Bella, non mi negar                                               |
| Scena X    | 20. Recitativo accompagnato. Adelaide (Str, BC) Sommo Rettor del Cielo                                |
|            | 21. Aria. Adelaide (2 Vl, BC) D’una torbida sorgente                                                  |
| Scena XI   | 22. Arioso. Lotario (2 Ob, Str, BC) Quanto più forte è il valor                                       |
|            | Recitativo. Lotario, Matilde Pressi gli ostaggi, or ora                                               |
| Scena XII  | Recitativo. Clodomiro, Lotario, Adelaide, Matilde Ecco la prigioniera                                 |
| Scena XIII | Recitativo. Idelberto, Adelaide, Matilde, Lotario No, colla mia vita                                  |
| Scena XIV  | Recitativo. Lotario, Berengario, Idelberto Berengario, rifletti                                       |
|            | 23. Aria. Berengario (Str, BC) D’instabile fortuna non sempre in tuo favore                           |
| Scena XV   | Recitativo. Lotario Alla tenda Reale vada Idelberto                                                   |
|            | 24. Aria. Lotario (Str, BC) Non disperi peregrino se nel dubbio suo camino                            |

### Dritter Akt
| Scena I    | 25. Sinfonia. (2 Ob, Str, BC)                                                        |
|            | Recitativo. Matilde, Berengario Sciolta dalle catene                                 |
| Scena II   | Recitativo. Berengario, Matilde, Adelaide Vieni, o bella Adelaide                    |
|            | 26. Aria. Adelaide (2 Ob, Str, BC) Non sempre invendicata io resterò così            |
| Scena III  | Recitativo. Berengario, Matilde Ben conosce Adelaide                                 |
|            | 27. Aria. Berengario (2 Ob, Str, BC) Vi sento, sì, rimorsi entro al mio sen          |
| Scena IV   | Recitativo. Matilde Non mi tradir speranza                                           |
|            | 28. Aria. Matilde (2 Ob, 2 Vl, BC) Quel superbo già si crede                         |
| Scena V    | Recitativo. Lotario Berengario al mio campo                                          |
|            | 29. Sinfonia. (2 Ob, Trp, Str, BC)                                                   |
|            | Recitativo. Lotario Misero me! che veggio?                                           |
| Scena VI   | Recitativo. Idelberto, Lotario Ah! Signor, se la vita                                |
| Scena VII  | Recitativo. Lotario, Idelberto, Berengario A tempo qui giungesti                     |
| Scena VIII | Recitativo. Lotario, Berengario Alla Regal mia tenda                                 |
| Scena IX   | Recitativo. Clodomiro, Lotario Ah! fortuna incostante!                               |
|            | 30. Aria. Clodomiro (2 Ob, 2 Vl, BC) Alza il Ciel pianta orgogliosa                  |
| Scena X    | Recitativo. Lotario Inclito Re, Pavia mossa a pietade                                |
|            | 31. Aria. Lotario (2 Vl, BC) Vedrò più liete e belle o vago mio tesor                |
| Scena XI   | Recitativo. Matilde, Idelberto Lasciami, iniquo figlio!                              |
|            | 32. Aria. Matilde (2 Ob, Str, BC) Impara, codardo, ch’un anima forte                 |
| Scena XII  | Recitativo. Clodomiro, Matilde, Idelberto Omai non v'e piu speme                     |
|            | 33. Aria. Idelberto (2 Vl, BC) S’è delitto trar da’lacci un innocente                |
| Scena XIII | 34. Recitativo accompagnato. Matilde (Str, BC) Furie del crudo averno, e dove siete? |
|            | Recitativo. Lotario, Matilde Ecco la cruda, olà                                      |
| Scena XIV  | Recitativo. Berengario Matilde, e qual furore?                                       |
| Scena XV   | Recitativo. Adelaide, Lotario Lascia, mio Re, mio difensor                           |
| Scena XVI  | Recitativo. Idelberto, Adelaide, Lotario, Matilde, Berengario Deh! mia Reina, salva  |
|            | 35. Duetto. Adelaide, Lotario (2 Vl, BC) Sì, bel sembiante, tu m’hai ferito          |
|            | Recitativo. Lotario Cessi di Marte                                                   |
|            | 36. Coro. (2 Ob, Str, BC) Gioje e serto dona al merto                                |

## Orchester
Zwei Oboen, zwei Fagotte, Trompete, zwei Hörner, Streicher, Basso continuo (Violoncello, Laute, Cembalo).

## Diskografie
- Deutsche Harmonia Mundi 82876587972 (2004): Sara Mingardo (Lotario), Simone Kermes (Adelaide), Steve Davislim (Berengario), Hillary Summers (Matilde), Sonia Prina (Idelberto), Vito Priante (Clodomiro)

Il complesso barocco; Dir. Alan Curtis (gekürzte Fassung, 157 min)
- Oehms Classics OC 902 (2004): Lawrence Zazzo (Lotario), Nuria Rial (Adelaide), Andreas Karasiak (Berengario), Annette Markert (Matilde), Romeo Cornelius (Idelberto), Huub Claessens (Clodomiro)

Kammerorchester Basel; Dir. Paul Goodwin (Ausschnitte, 70 min)
- Accent Records ACC26408 (2017): Sophie Rennert (Lotario), Marie Lys (Adelaide), Jorge Navarro-Colorado (Berengario), Ursula Hesse von den Steinen (Matilde), Jud Perry (Idelberto), Todd Boyce (Clodomiro)

FestspielOrchester Göttingen; Dir. Laurence Cummings (live, 187 min)